# Full Metal Panic!
Full Metal Panic! (englisch; japanisch フルメタル・パニック! Furumetaru panikku!) ist eine japanische Light-Novel-Reihe, also ein illustrierter Roman, von Shōji Gatō (賀東 招二 Gatō Shōji), illustriert von Dōji Shiki (四季 童子 Shiki Dōji), die von 1998 bis 2011 erschien.
Im Westen populärer sind hingegen der von Retsu Tateo (館尾 冽 Tateo Retsu) gezeichneter Manga neuere Ausgaben, wie z. B. Full Metal Panic! Σ von Hiroshi Ueda (上田 宏 Ueda Hiroshi) und die Anime-Serien (bisher vier Staffeln), die darauf basieren.

## Inhalt

### Hintergrund
Die Serie spielt in einer Alternativweltgeschichte, in der der Kalte Krieg noch nicht zu Ende ist. Geheimorganisationen wie beispielsweise der KGB sind immer noch existent und treiben ihr Unwesen.
Die Handlung folgt den Protagonisten Sousuke Sagara, einem übermäßig disziplinierten Mitglied der Geheimorganisation Mithril (ミスリル Misuriru), die des Öfteren unter dem Deckmantel der UN operiert, und Kaname Chidori, der Oberschülerin, die er beschützen soll.
Kaname ist offenbar eine der Whispered, d. h., sie besitzt ein angeborenes Verständnis für sogenannte Schwarze Technologie, welche der Zeit 10 Jahre voraus ist. Dieses Wissen wird genetisch nach der Geburt implantiert, was Kaname anfangs nicht bewusst ist, und auf das sie nur in einem nahkomatösen, ekstatischen Zustand (welcher normalerweise durch Angst vor Gefahr ausgelöst wird) Zugriff hat.
Ein Beispiel für Schwarze Technologie ist der Lambda Driver, einer Erweiterung für Arm Slaves (Kampfmecha, eine haushohe, roboterartige Kampfmaschine), die es dem Piloten erlaubt, intensiven Verlangen in offensiven und defensiven Manövern Ausdruck zu verleihen (z. B. das Verlangen, jemanden zu beschützen).
Verständlicherweise ist eine solche Technologie sowohl für Terroristen als auch für die Staatsgewalt verschiedener Länder interessant.

### Handlung
Der junge Sergeant Sousuke Sagara wird von der international agierenden Organisation Mithril (ミスリル Misuriru) beauftragt, die Oberschülerin Kaname Chidori vor Terroristen zu schützen.
Da Sousuke aber bereits in seiner Kindheit Söldner in Helmajistan (in Full Metal Panic das Äquivalent zu Afghanistan) war, mangelt es ihm an gesundem Menschenverstand. So kommt es, dass Sousuke, der beim Militär ein ausgezeichneter Arm Slave-Pilot ist, des Öfteren Situationen missinterpretiert und diese mit Waffengewalt oder Sprengstoff zu lösen versucht.
Die Handlung zeigt dabei immer wieder die Kontraste von Kanames Welt, der Schule und dem „normalen“ Leben, und Sousukes Welt, dem Militär und dem Krieg. Während Kaname in Sousukes Welt häufig von großem Nutzen ist (bedingt durch ihre außergewöhnliche Begabung), hat Sousuke massive Probleme sich in der „normalen Welt“ zurechtzufinden.
Das Leben in der Schule macht jedoch nur einen Teil des Anime aus und wird in der Nachfolgerserie Full Metal Panic? Fumoffu komödienlastig dargestellt. Den bedeutenderen Teil der Serie ist Sousuke als Soldat und Pilot des Arbalest, einem mit Lambda-Driver ausgestatteten Arm-Slave tätig. Dabei trifft er immer wieder auf Gauron, einem Gegner, den er schon in seiner Kindheit in Helmajistan bekämpfte und der über einen gleichwertig ausgerüsteten Arm-Slave verfügt. Letzten Endes gelingt es Gauron Mithrils Kommando-U-Boot, die Tuatha De Danann (benannt nach einem sagenhaften irischen Volk, den Túatha Dé Danann), zu übernehmen, welches unter dem Kommando von Teletha (Tessa) Testarossa und als mobiler Stützpunkt dient. Gemeinsam mit seinem Team – Sergeant Weber und Sergeant Major Mao – und der Hilfe von Kaname gelingt es Sousuke jedoch, das U-Boot zurückzugewinnen und Gauron schließlich zu besiegen.

## Charaktere
Sousuke Sagara (相良宗介, Sagara Sōsuke)
Sōsuke Sagara ist der Protagonist der Geschichte. Bereits als Kind sammelte er Kriegserfahrung als Söldner in Afghanistan. Das Leben in der friedlichen Zivilisation ist ihm eher unbekannt, weshalb er alltägliche Probleme auf seine etwas „eigene“ Art zu lösen versucht. Da kommt es auch mal vor, dass er seinen Spind detonieren lässt, weil jemand dort einen Liebesbrief deponiert hat, den er für eine Briefbombe hält. So sieht er überall Gefahren und platziert zum Schutz Sprengladungen und übertreibt es bei diesen Sicherheitsvorkehrungen gewaltig. Diese übertriebene Besorgtheit Sōsukes geht Kaname zunehmend auf die Nerven, auch wenn sie sich im Inneren klar darüber ist, dass er es nur gut meint. Im Verlauf der Geschichte kommen Kaname und Sōsuke sich näher, doch für einen Söldner wie Sōsuke, der unter Flirten die „Jagd auf Frauen“ im wörtlichen Sinne versteht, ist das alles andere als einfach.
Sōsuke ist ein exzellenter Arm Slave-Pilot und als einziges Mitglied von Mithril in der Lage, den ARX-7 Arbalest zu steuern und somit Gebrauch vom sogenannten Lambda Driver zu machen.
Kaname Chidori (千鳥かなめ, Chidori Kaname)
Kaname Chidori ist die weibliche Hauptperson der Geschichte. Sie lebt alleine in einem Appartement, da ihre Mutter Shizu ca. 3 Jahre vor der Handlung (1998) der 1. Staffel (2001) einem Krebsleiden erlag und ihr Vater Shunya sowie ihre jüngere Schwester Ayame in Amerika leben. Sie hat eine sehr „taffe“ Attitüde, die sich aber in einigen intimen Momenten als Fassade herausstellt.
In der Schule ist Kaname Klassensprecherin und zusammen mit Sōsuke in der Schülervertretung, was zu dem ständigen Aufeinandertreffen der Hauptfiguren führt.
Gauron
Gauron ist der Hauptübeltäter in der Serie, welcher ebenfalls über einen Lambda-Driver verfügt. Er schreckt vor nichts zurück und beherrscht die Kunst des Überlebens in ausweglosen Situationen perfekt. Gaurons Plan ist es, Kaname Chidori zu entführen, um an die Informationen der sogenannten „Schwarzen Technologie“ heranzukommen, damit Geld zu verdienen und sie für seine eigenen Zwecke zu missbrauchen.
Teletha „Tessa“ Testarossa
Teletha Testarossa ist wie Kaname eine sogenannte „Whispered“ und verfügt über Informationen der schwarzen Technologie. Mit diesen Informationen hat sie ein großes U-Boot – die Tuatha De Danann – konstruiert und bauen lassen, in dem sie als Captain fungiert. Im Laufe der Serie verliebt sie sich in Sousuke und es entsteht ein Kampf zwischen ihr und Kaname.
Kurtz Weber
Kurtz Weber ist Sergeant bei Mithril und kämpft Seite an Seite mit Sousuke als geborener Scharfschütze und ziemlich erfolgloser Frauenheld. Im Nahkampf ist er allerdings nicht zu gebrauchen.
Melissa Mao
Sergeant Major Melissa Mao führt die dreiköpfige Mithril-Gruppe bestehend aus Sousuke, Kurtz und ihr selbst an. Ihr geht das Verhalten von Kurtz auf Dauer auf die Nerven, was teilweise einen großen Beitrag zum Humor in der Serie beiträgt. Sie kämpft hauptsächlich in ihrem Armslave, große Besonderheiten im Kampfstil sind leider nicht bekannt, außer dass sie mit Messern zielgenau werfen kann.

## Anime
Bisher sind 3 Animeableger der Serie erschienen, die sich jeweils aus mehreren Ausgaben der Light Novel zusammenmischen.
Sowohl bei der ersten, wie auch bei der zweiten Staffel musste die Premiere der Ausstrahlung aufgrund unvorhersehbarer Ereignisse verschoben werden.
Bei der 1. Staffel (die unmittelbar nach dem 11. September beginnen sollte), war dies durch Handlungsabläufe am Anfang der Serie begründet, in denen es eine Flugzeugentführung geben sollte. Pikant ist außerdem, dass der Protagonist (Sousuke Sagara) bereits als Kind Söldner in Afghanistan war.
Die 2. Staffel wurde aufgrund von Nachrichten über Entführungen und Vorfällen von Lebensmittelvergiftungen an Schulen um 3 Wochen verschoben, um die Episoden neu zu verteilen. Am Ende entschied man sich dafür die beiden Folgen die eben solche Vorfälle behandelten nicht auszustrahlen und erst auf der DVD zu veröffentlichen.

### Full Metal Panic!
- 2002, Gonzo Digimation, 24 Folgen
- Vorspannmusik: Tomorrow von Shimokawa Mikuni (下川 みくに)
- Abspannmusik: Karenai Hana (枯れない花 ‚unvergängliche Blume‘) von Shimokawa Mikuni

Der skrupellose Terrorist Gauron versucht die Oberschülerin Kaname Chidori zu entführen, um sie für militärische Zwecke einzusetzen. Was Kaname selbst nicht weiß: Sie ist eine der Whispered, d. h. sie hat Wissen über militärische Technologie (Black Technology), die der heutigen um 10 Jahre voraus ist.
Um sie vor Terroristen wie Gauron zu beschützen, beauftragt die geheime Militärorganisation Mithril Sousuke Sagara zusammen mit seinen Kameraden Melissa Mao und Kurz Weber, Chidori zu beschützen, was gar nicht so einfach ist, da die Terroristen nicht einmal vor einer Flugzeugentführung zurückschrecken.

### Full Metal Panic? Fumoffu
- 2003, Kyōto Animation, Fuji TV, 12 Folgen
- Vorspannmusik: Sore ga, Ai Deshō (それが、愛でしょう ‚Das muss wohl Liebe sein‘) von Shimokawa Mikuni
- Abspannmusik: Kimi ni Fuku Kaze (君に吹く風 ‚Auf dich wehender Wind‘) von Shimokawa Mikuni

Full Metal Panic? Fumoffu erzählt die kleinen Zwischengeschichten der Handlung von Full Metal Panic!, die in der ersten Staffel keinen Platz hatten. Diese Zwischengeschichten haben recht wenig mit der eigentlichen Geschichte von Full Metal Panic! zu tun und zeigen wie Sagara Sousuke sich in der Welt außerhalb des Militärs zurechtfindet. Daher spielt Full Metal Panic? Fumoffu ausschließlich in Kanames Welt, wobei aber Sousukes Kollegen und Vorgesetzte ebenfalls einen Gastauftritt haben und Bonta-kun endlich vorgestellt wird.

### Full Metal Panic! The Second Raid
- 2005, Kyōto Animation, 13 Folgen + 1 OVA Wari to Hima na Sentai-chō no Ichinichi (わりとヒマな戦隊長の一日; 26. Mai 2006)
- Vorspannmusik: Minami Kaze (南風 ‚Südwind‘) von Shimokawa Mikuni
- Abspannmusik: Mō Ichido Kimi ni Aitai (もう一度君に会いたい ‚Ich möchte dich noch einmal treffen‘) von Shimokawa Mikuni

Die Handlung von Full Metal Panic! The Second Raid setzt unmittelbar dort an, wo die erste Staffel aufgehört hat und deckt damit Handlung der Light Novel Owaru Day by Day (Das Ende des Alltags) Ausgabe 1 & 2 ab, wobei sich die Umsetzung des Anime (wie auch die des Manga) wieder leicht von der Vorlage unterscheiden.
Bei einem Einsatz in der von Bürgerkrieg gebeutelten Republik von Balic stößt Mithril auf unerwartet heftige Gegenwehr der Militärdiktatur, die gerade dabei war, Aufständische zu exekutieren. Offenbar verfügt das Militär von Balic über Technologie, die es ihnen erlaubt, den ECS Tarnmodus der Arm Slaves und der Kampfhubschrauber zu umgehen – doch woher hat ein armes Land wie Balic diese Technologie?
Sousuke, der von seinem Doppelleben immer mehr überfordert ist, beginnt sich selbst, aber insbesondere den Prototyp ARX-7 Arbalest zu hassen, da er unzuverlässig ist und nicht immer so funktioniert, wie er es will. Sousukes Noten sinken immer mehr in den Keller, so dass Kaname beginnt, sich Sorgen zu machen.
In Hong Kong sorgt derweil die terroristische Organisation Amalgam (evtl. eine Anspielung auf den Namen Mithril) zusammen mit den ausgezeichneten chinesischen Kämpferinnen Yu Fan und ihrer jüngeren Schwester Yu Lan für Unruhe. Sie scheinen dabei gut über das Vorgehen Mithrils informiert zu sein – zu gut.
Schließlich wird Sousuke als Bewacher Kanames abgezogen und ihm jeglicher Kontakt zu ihr untersagt – und das gerade, als beide sich endlich näher gekommen sind.
Die Situation eskaliert, als Sousuke einen alten Bekannten trifft, mit dem er bestimmt nicht mehr gerechnet hätte.

### Full Metal Panic! Invisible Victory
- 2018, Xebec, 12 Folgen (フルメタル・パニック! Invisible Victory)

Die vierte Staffel basiert im Wesentlichen auf dem 7. Romanband. Die ersten 10 Folgen wurden vom 13. April bis 29. Juni 2018 auf AT-X, sowie mit bis zu einem Tag Versatz auch auf Tokyo MX, Sun TV und BS11 ausgestrahlt. Die beiden Abschlussfolgen folgten am 18. Juli 2018 auf AT-X sowie bis zu einer Woche später auf den anderen Sendern.
Crunchyroll streamte die Serie als Simulcast im englischsprachigen Raum.

### Synchronsprecher
| Rolle                         | Japanischer Sprecher (Seiyū) | Deutscher Sprecher   |
| ----------------------------- | ---------------------------- | -------------------- |
| Sousuke Sagara                | Tomokazu Seki                | Marius Clarén        |
| Kaname Chidori                | Satsuki Yukino               | Melanie Hinze        |
| Kyoko Tokiwa                  | Ikue Kimura                  | Marie-Luise Schramm  |
| Shinji Kazama                 | Mamiko Noto                  | Patrick Baehr        |
| Andrej Kalinin/Andrei Kolinin | Akio Ōtsuka                  | Hans Teuscher        |
| Melissa Mao                   | Michiko Neya                 | Tanja Geke           |
| Teletha „Tessa“ Testarossa    | Yukana                       | Magdalena Turba      |
| Kurz Weber                    | Shin’ichirō Miki             | Julien Haggége       |
| Gauron                        | Masahiko Tanaka              | Bernd Schramm        |
| Richard Mardukas              | Tomomichi Nishimura          | Reinhard Scheunemann |